# معركة الخيام (2000)
معركة الخيام، نشبت بين حزب الله وجيش لبنان الجنوبي في شهر أبريل ومايو عام 2000، والتي أصبحت خطوة حاسمة في تفكك جيش لبنان الجنوبي، في ضوء الانسحاب القادم لقوات الجيش الإسرائيلي من جنوب لبنان.

## الخلفية
كان مركز احتجاز الخيام في الأصل مجمع ثكنات فرنسي، بُني في ثلاثينات القرن العشرين. أصبح قاعدة للجيش اللبناني، قبل الوقوع تحت سيطرة جيش لبنان الجنوبي وفي عام 1985 حول إلى مخيم سجن. ظل مستخدماً حتى انسحاب إسرائيل من لبنان.
في يوليو 1999، أصبح إيهود باراك رئيس وزراء إسرائيل، واعداً بأن إسرائيل سوف تنسحب من جانب واحد إلى الحدود الدولية بحلول يوليو 2000. قبل القيام بأفعاله، اعتقد الكثيرون أن إسرائيل لن تنسحب من جنوب لبنان قبل التوصل إلى اتفاق مع سوريا. خلال ربيع عام 2000، صُعدت عمليات حزب الله إلى حد كبير، مع تحرشه باستمرار بالمواقع العسكرية الإسرائيلية في الأراضي اللبنانية المحتلة. كاستعداد لخطة الانسحاب الكبرى، بدأت القوات الإسرائيلية التخلي عن العديد من المواقع الأمامية في المنطقة الأمنية في جنوب لبنان.

## الأحداث
في أبريل 2000، اقتربت قوة لحزب الله من مركز احتجاز الخيام في محاولة للقيام بهجوم مفاجئ على مرفق تابع لجيش لبنان الجنوبي. تم صد تلك القوة مع سقوط ضحايا.
في مايو 2000، لدى زيادة التفكك في صفوف جيش لبنان الجنوبي، هاجم حزب الله معززاً بالسكان المحليين الشيعة والمدنيين من الخيام المرفق وبعد معركة قصيرة تولى السيطرة على السجن. وقد تم أسر عدة جنود من جيش لبنان الجنوبي. وتم إطلاق سراح سجناء مركز الاحتجاز (معظمهم من مسلحي ونشطاء حزب الله).

## التبعات
في 24 مايو، أعلنت إسرائيل أنها ستحسب كل قواتها من جنوب لبنان. وكانت جميع القوات الإسرائيلية قد انسحبت من لبنان بحلول اليوم التالي، وذلك بأكثر من ستة أسابيع قبل الموعد المحدد في 7 يوليو. قبيل الإعلان كان العديد من موظفي القيادة بجيش لبنان الجنوبي قد أخلوا مواقعهم وفروا إلى إسرائيل مع عائلاتهم. بهذا الإعلان توالى تفككه ومع اكتمال الاسنحاب الإسرائيلي، فر حوالي 6,000 جندي وقائد سابق بجيش لبنان الجنوبي مع عائلاتهم إلى إسرائيل، متخلين عن أسلحتهم ومنازلهم. في 16 يونيو 2000، خلص مجلس الأمن التابع للأمم المتحدة إلى أن إسرائيل بالفعل سحبت قواتها إلى الحدود المعترف بها دولياً مع لبنان وفقاً لقرار مجلس الأمن التابع للأمم المتحدة رقم 425 (1978).
على الرغم من أن إسرائيل اعتبرت هذه الخطوة اسنحاب تكتيكي، أدى انسحاب الجيش الإسرائيلي وتفكك جيش لبنان الجنوبي في نهاية المطاف إلى سيطرة حزب الله بالكامل على جنوب لبنان وزيادة قوة حزب الله في السياسة اللبنانية. وقد استمر الصراع المنخفض المستوى مع إسرائيل على طول الحدود في محيط شبعا، حيث شارك حزب الله في قصف مستمر للمواقع الإسرائيلية واختطف جثث 3 جنود إسرائيليين في أكتوبر 2000.